# Odysseas Mouzenidis
Odysseas Mouzenidis (griechisch Οδυσσέας Μουζενίδης, * 30. Juni 1999) ist ein griechischer Leichtathlet, der sich auf das Kugelstoßen spezialisiert hat.

## Sportliche Laufbahn
Erste internationale Erfahrungen sammelte Odysseas Mouzenidis im Jahr 2015, als er bei den Jugendweltmeisterschaften in Cali mit der 5-kg-Kugel und einer Weite von 19,01 m in der Qualifikation ausschied. Im Jahr darauf siegte er bei den erstmals ausgetragenen Jugendeuropameisterschaften in Tiflis mit 21,51 m und schied kurz darauf bei den U20-Weltmeisterschaften in Bydgoszcz mit 16,66 m mit der 6-kg-Kugel in der Vorrunde aus. 2017 gewann er dann bei den U20-Europameisterschaften in Grosseto mit 20,67 m die Bronzemedaille und auch bei den Leichtathletik-U20-Weltmeisterschaften 2018 in Tampere gewann er mit 21,07 m die Bronzemedaille. 2019 siegte er bei den U23-Mittelmeer-Hallenmeisterschaften in Miramas mit 18,62 m und Mitte Juli belegte er bei den U23-Europameisterschaften im schwedischen Gävle mit 18,99 m den siebten Platz. Auch bei den Balkan-Hallenmeisterschaften 2020 in Istanbul wurde er mit 18,54 m Siebter und im Jahr darauf erreichte er bei den Balkan-Hallenmeisterschaften ebendort mit 19,06 m Rang sechs. Anfang Juli gewann er bei den U23-Europameisterschaften in Tallinn mit einem Stoß auf 19,41 m die Bronzemedaille hinter dem Weißrussen Dsmitryj Karpuk und Alperen Karahan aus der Türkei. 2022 gelangte er bei den Balkan-Meisterschaften in Craiova mit 19,01 m auf Rang sechs und anschließend wurde er bei den Mittelmeerspielen in Oran mit 19,45 m Siebter.
2023 wurde er bei der 1. Liga der Team-Europameisterschaft im Zuge der Europaspiele in Chorzów mit 18,98 m Elfter und gewann anschließend bei den Balkan-Meisterschaften in Kraljevo mit 19,54 m die Bronzemedaille hinter dem Bosnier Mesud Pezer und Asmir Kolašinac aus Serbien. Anschließend schied er bei den Weltmeisterschaften in Budapest mit 19,08 m in der Qualifikationsrunde aus. Im Jahr darauf gewann er bei den Balkan-Hallenmeisterschaften in Istanbul mit 19,25 m die Silbermedaille hinter dem Bosnier Mesud Pezer. Ende Mai belegte er bei den Balkan-Meisterschaften in Izmir mit 19,16 m den fünften Platz und kurz darauf verpasste er bei den Europameisterschaften in Rom mit 18,84 m den Finaleinzug. 2025 belegte er bei den Balkan-Hallenmeisterschaften in Belgrad mit 18,77 m den siebten Platz, ehe er bei den Halleneuropameisterschaften in Apeldoorn mit 18,67 m in der Vorrunde ausschied.
In den Jahren 2023 und 2024 wurde Mouzenidis griechischer Meister im Kugelstoßen im Freien sowie 2021, 2022 und 2024 in der Halle.